# Planiplax sanguiniventris
Planiplax sanguiniventris är en trollsländeart som först beskrevs av Philip Powell Calvert 1907.  Planiplax sanguiniventris ingår i släktet Planiplax och familjen segeltrollsländor. Inga underarter finns listade i Catalogue of Life.